# 大阪市交通局1651形電車

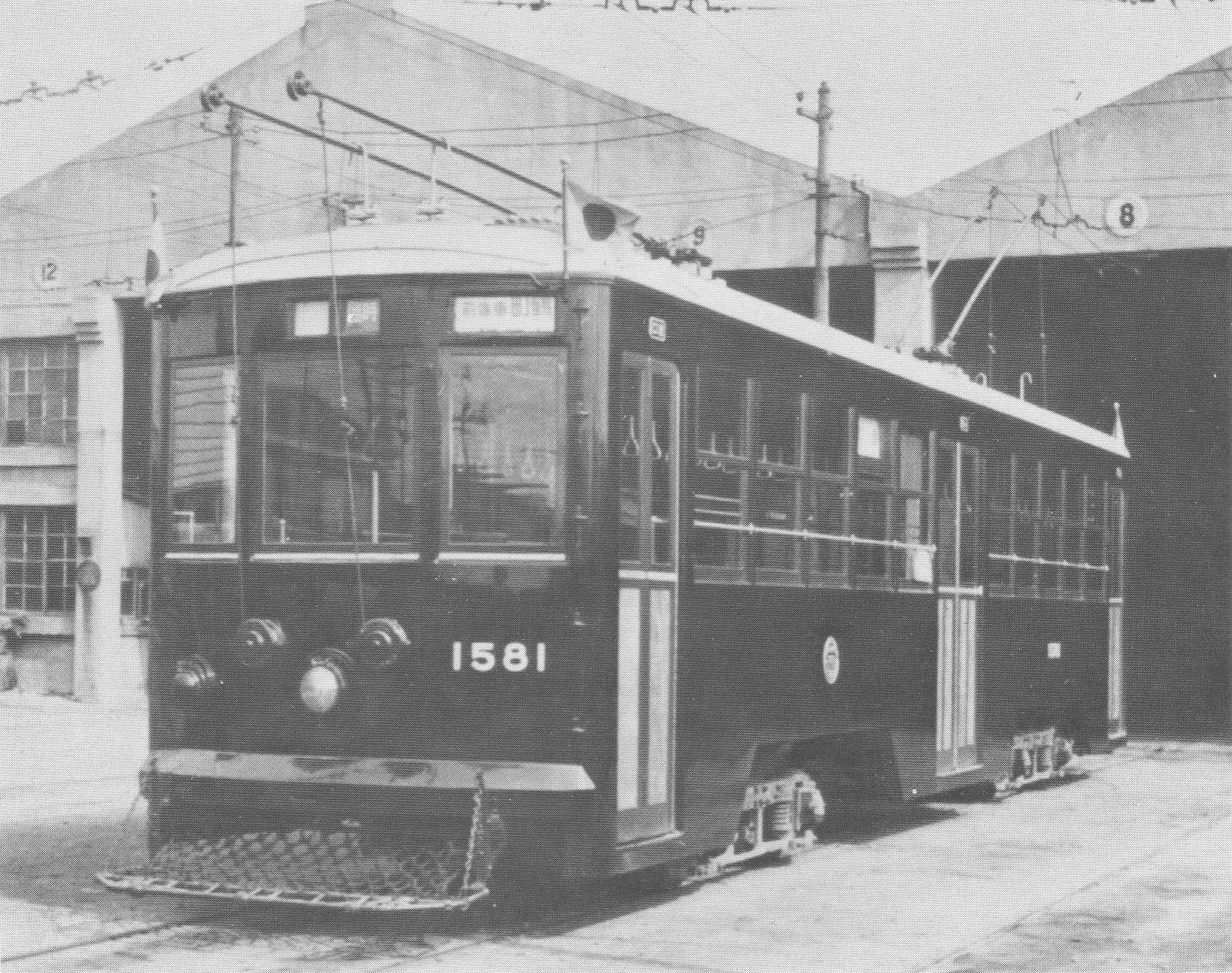
1581（のち1651）

大阪市交通局1651形電車（おおさかしこうつうきょく1651がたでんしゃ）とは、大阪市交通局が保有していた路面電車車両である。1940年に遊休車となっていた5両のボギー散水車から改造され、登場当時は1581形と付番されていた。このため、この項では改番までの記述を1581形を使い、改番後の記述は1651形を使う。

## 製造経緯
1937年に勃発した日中戦争は華北から華中・華南へと戦火が拡大し、国力の大半を戦争遂行に費やされる総力戦となった。戦時色が強くなった1938年に成立した国家総動員法などの戦時の経済統制に関する法律の施行により、民需向けのガソリン、軽油などの石油燃料は木炭やコーライトなどの代用燃料に代替されることとなった。
大阪市においても、1938年10月に民営の大阪乗合バス（青バス）の事業を買収して再び市内公共交通機関の市営一元化を達成したが、燃料統制が厳しくなる中でバス事業の維持は次第に困難になり、市電と併走していた区間から撤退して、周辺地域のフィーダーサービス確保を中心に路線を設定する方向に転換した。このことによって市電へ乗客が集中するようになったほか、軍需産業の活性化に伴い、軍需工場や港湾で働く労働者も増加したことから、市電の輸送力確保が大きな課題となった。このために、1940年2月から利用者の少ない停留所を通過する急行運転を開始して輸送力の確保を図ったほか、車両の面でも、801形の登場以降中型車を次々と投入していたものを一変させて大型車を投入することになったが、この頃になるとすでに物資が不足して、車両の割当を受けても新造することは容易ではなくなっていたことから、道路の舗装の進展によって遊休化していたボギー散水車の26 - 30号を活用して、1601形以来12年ぶりの大型ボギー車である1581形を登場させることとなった。

## 概要
前述のように、本形式は1940年に木南車輌製造で5両が製造された。全長は13.7m、側面窓配置D5D5Dとなり、側窓は同じ大型車の1601形が一段下降窓であったのを改め、2011形譲りの大きな2段窓とされた。このためドア間の窓数が1601形の6個から5個とひとつ減少したが、窓一枚あたりの大きさは1601形より大きくなった。客用扉は、前後扉は乗務員の操作性を考慮して大阪市電の大型車では初めての2枚折戸となり、中央扉は左右連動の両開き扉であった。前面は901,2001,2011各形式の流線型から、再び1601形までのゆるいカーブを描いた3枚窓に戻ったが、前面のデザインは1601形からモデルチェンジされて、前面右側の窓上に行先方向幕を、中央窓上に系統幕と小窓をそれぞれ設けた。台車は種車の台車をそのまま流用したが、この台車は1601形が履いている大阪市電型台車の試作品として設計されたものであった。電装品は、主電動機として端子電圧600V時1時間定格出力37.5kWの芝浦製作所SE-133か川崎重工業K-6-504-Bを各2基搭載し、制御器はゼネラル・エレクトリックK-39を装備していた。なお、本形式は5両の少数派であるために、新形式の1701形を与えるのではなく、当時在籍していた1501形と1601形の間の空番である1581形と付番された。
1581形のデザインは、その後登場した1701形以降2101形まで続く、戦中・戦後初期に登場した大型・中型車も含めた大阪市電スタイルの基礎となった。また、1581形は同時期木南車輌で製造された名古屋市電2600形や横浜市電2600形などと同様、流線型と平妻という違いはあるものの、窓の大きな軽快な車体という、いわゆる「木南スタイル」が色濃く投影された車両である。このほか、1942年に同じ木南車輌で製造された広電650形は、1581形をベースにその車体長を少し縮めた(13m→12m)車両として登場した。

## 戦時下の1581形
1581形は全車鶴町車庫に配属された。当時の鶴町車庫は701形をはじめとした単車が多数配属されており、沿線の軍需工場へ通勤する労働者が増加しているにもかかわらず、輸送力確保の主役であるボギー車は858形と1081形が少数配属されているだけだったので、輸送力不足と混雑に悩まされていた。このために鶴町車庫への大型車の導入が強く望まれており、新製間もない1581形を投入することで、軍需工場への通勤者を大量輸送するとともに、輸送力の増強と混雑の緩和を図った。
太平洋戦争末期の大阪大空襲では、1582号と1585号の2両が被災したが、そのうち福町車両工場で被災した1582号の戦災焼失の報告が漏れたため、天王寺車庫構内に仮復旧した車両工場で復旧工事を受けた。その後、1949年に戦災車の欠番を埋める形で改番を実施されたが、1581形は1601形が55両戦災廃車されたのと、登場順が1601形と1701形の間であったために、1651形1651 - 1654に改番された。

## 戦後の1651形

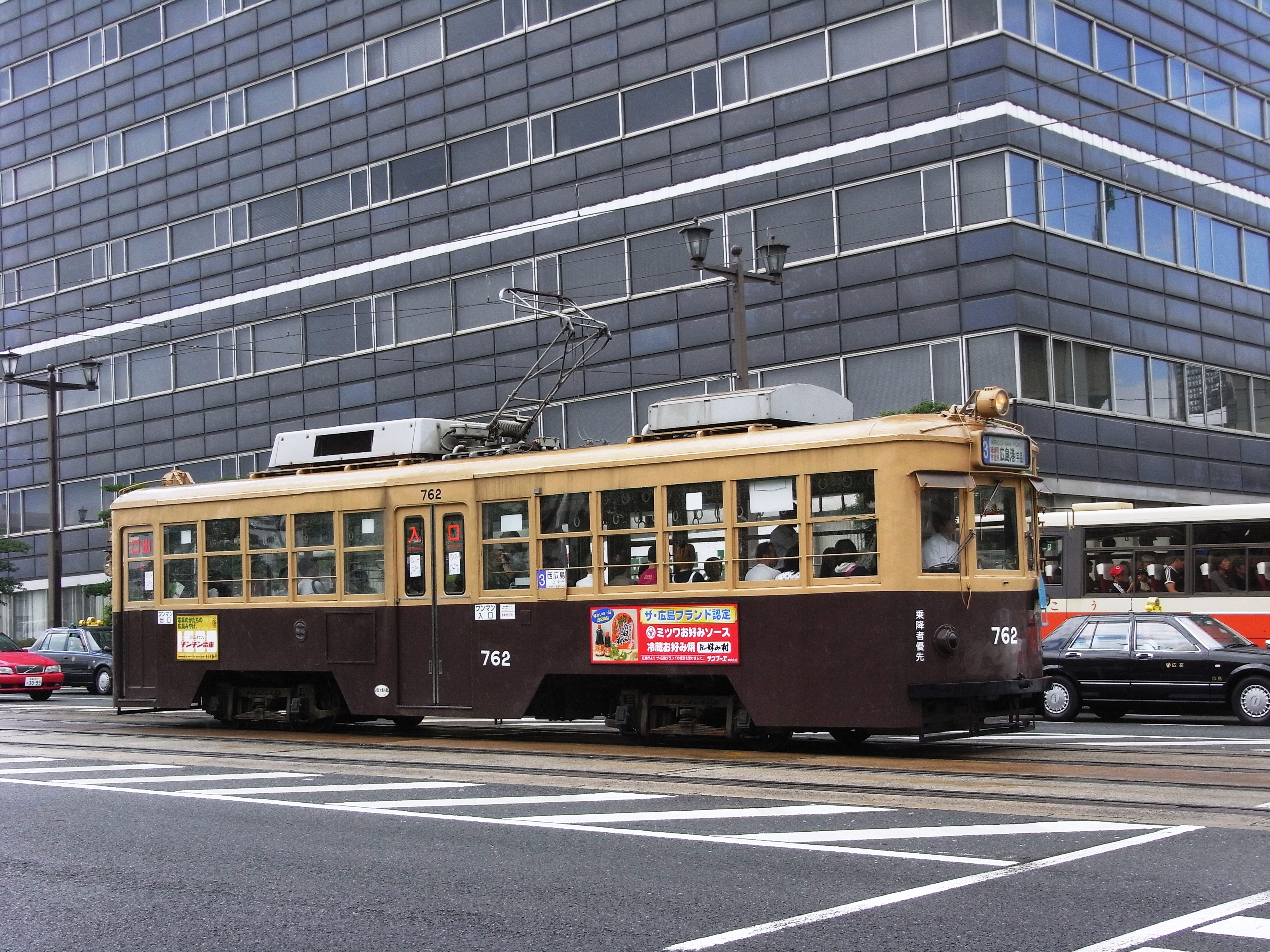
広島電鉄で750形として活躍する元1651形762。大阪大空襲で被災。大阪時代とは外見に変更点が多い。塗装は大阪市電に近い色を再現。

1651形は改番前後に鶴町車庫から都島車庫に転属して、走る路線も大阪駅周辺のいわゆる「キタ」や堺筋、四ツ橋筋などの大阪市電の南北の幹線に変わった。その後、1956年には完全2人乗務化により、使わなくなった後部扉を閉鎖して、側面窓配置もD5D6となった。
大阪市電廃止の過程では、4両の少数派であったことから1965年に全車が1601形10両とともに広島電鉄に譲渡され、同社の750形761 - 764となった。その際、1651形が装着していた大阪市電型台車を1746 - 1749の4両が履いていたブリル77Eに台車を換装の上で広電に譲渡された。